# Estación de Regensdorf-Watt
La estación de Regensdorf-Watt es la principal estación ferroviaria de la comuna suiza de Regensdorf, en el Cantón de Zúrich.

## Situación
La estación se encuentra ubicada en el sureste del núcleo urbano de Regensdorf.
La estación de Regensdorf-Watt cuenta con dos andenes, uno lateral y otro central, a los que acceden tres vías pasantes. Por la estación pasan otras dos vías pasantes, totalizando cinco vías pasantes, a las que hay que sumar varias vías toperas y una derivación particular para una fábrica cercana.
En términos ferroviarios, la estación se sitúa en la línea Wettingen - Effretikon. Sus dependencias ferroviarias colaterales son la estación de Buchs-Dällikon hacia Wettingen y la estación de Zúrich Affoltern en dirección Effretikon.

## Servicios ferroviarios
El único servicio ferroviario existente en la estación es prestado por SBB-CFF-FFS, debido a que la estación está integrada dentro de la red de cercanías S-Bahn Zúrich, y en la que efectúan parada los trenes de una línea perteneciente a S-Bahn Zúrich:
- S 6 Baden – Regensdorf-Watt – Zúrich HB – Uetikon